# Zmarli w październiku 2024

## Październik 2024
- 31 października
  - Baselios Thomas I – indyjski duchowny, zwierzchnik Malankarskiego Syryjskiego Kościoła Ortodoksyjnego (2002–2024)[1]
  - Janusz Galiński – polski lekarz i mikrobiolog, profesor, dziekan Wydziału Lekarskiego AM w Gdańsku (1996–2005)[2]
  - Greg Hildebrandt – amerykański ilustrator i plakacista[3]
  - Jean-Pierre Lasota-Hirszowicz – polsko-francuski fizyk teoretyk i astronom[4]
  - Wiesław Łukaszewski – polski psycholog, dr hab., profesor SWPS[5]
  - Algimantas Matulevičius – litewski ekonomista i polityk, parlamentarzysta (2000–2002 i 2004–2008), minister ds. samorządności (1992–1993)[6]
  - Mieczysław Mazur – polski pianista jazzowy, organista, kontrabasista, kompozytor, aranżer[7]
  - Rafał Wierzchosławski – polski inżynier rolnik, wirusolog molekularny, dr, kanclerz PAN (2023–2024)[8]
- 30 października
  - Stanisław Białousz – polski inżynier geodeta, gleboznawca, profesor, dziekan WGiK PW (1990–1996)[9]
  - Giovanni Cianfriglia – włoski aktor[10]
  - Jo Hye-jeong – południowokoreańska siatkarka, medalistka olimpijska (1976) i mistrzostw świata (1974)[11]
  - Renata Łęska-Pluta – polska dziennikarka[12][13]
  - Arthur Moreira Lima – brazylijski pianista, laureat II nagrody Konkursu Chopinowskiego (1965)[14]
  - Jan Molenda – polski historyk, profesor[15]
  - Elisabeth Ohlson Wallin – szwedzka artystka fotograficzka[16][17]
- 29 października
  - Teri Garr – amerykańska aktorka[18]
  - Matilde Lorenzi(inne języki) – włoska narciarka alpejska[19]
  - Suzanne Osten – szwedzka reżyserka filmowa[20][21]
- 28 października
  - Tonči Gabrić – chorwacki piłkarz[22]
  - Kazimierz Grążawski – polski archeolog i historyk, dr hab., profesor UWM[23]
  - Franz Kamphaus – niemiecki duchowny rzymskokatolicki, biskup Limburga (1982–2007)[24]
  - Renato Raffaele Martino – włoski duchowny rzymskokatolicki, kardynał, stały obserwator Stolicy Apostolskiej przy ONZ (1986–2002)[25]
  - Manuel „Guajiro” Mirabal(inne języki) – kubański trębacz, członek zespołu Buena Vista Social Club[26]
  - Paul Morrissey(inne języki) – amerykański reżyser filmowy[27]
  - Jerrod Mustaf – amerykański koszykarz[28]
  - Elżbieta Zającówna – polska aktorka[29]
- 27 października
  - Paul Bailey – brytyjski pisarz[30]
  - Henryk Lipka – polski przedsiębiorca, założyciel firm: SuperDrob i Viandes Riviera Lipka Frères[31]
  - Edzard Reuter(inne języki) – niemiecki prawnik i przedsiębiorca, prezes Mercedes-Benz Group (1987–1995), syn Ernsta Reutera[32]
  - Zoja Nowożyłowa – radziecka i rosyjska działaczka polityczna oraz dyplomatka[33]
  - Bennie Dee Warner – liberyjski polityk i duchowny metodystyczny, wiceprezydent Liberii (1977–1980)[34]
- 26 października
  - Asrat Haile – etiopski piłkarz[35][36]
  - Zofia Majchrzyk – polska dziennikarka radiowa[37][38]
- 25 października
  - Kim Soo-mi – południowokoreańska aktorka[39]
  - Zdzisław Kordecki – polski aktor[40]
  - Wanda Kruszyńska – polska nauczycielka i przewodniczka turystyczna[41]
  - Phil Lesh(inne języki) – amerykański muzyk, członek zespołu Grateful Dead[42]
  - Janusz Smagoń – polski samorządowiec, działacz opozycji demokratycznej w PRL[43]
  - Włodzimierz Szymański – polski dyrygent[44]
  - Zé Carlos – brazylijski piłkarz[45]
- 24 października
  - Jadwiga Barańska – polska aktorka[46][47][48][49][50][51]
  - Abdelaziz Barrada – marokański piłkarz[52]
  - Sabahattin Çakmakoğlu(inne języki) – turecki polityk, minister obrony (1999–2002), kandydat na urząd prezydenta (2007)[53][54]
  - Alphonse Poaty-Souchlaty – kongijski polityk, minister finansów (1976–1983), minister handlu oraz małych przedsiębiorstw (1986–1989), premier Konga (1989–1990)[55]
  - Jeri Taylor – amerykańska scenarzystka i producentka telewizyjna[56]
- 23 października
  - Hama Amadou – nigerski polityk, premier Nigru (1995–1996 oraz 2000–2007)[57]
  - Geoff Capes – brytyjski strongman, lekkoatleta, kulomiot[58]
  - Leon Cooper – amerykański fizyk, laureat Nagrody Nobla (1972), odkrywca par Coopera[59]
  - Gustavo Espina(inne języki) – gwatemalski polityk, wiceprezydent(inne języki) (1991–1993)[60]
  - Bohdan Jeliński – polski ekonomista, profesor, wykładowca akademicki[61][62]
  - Jack Jones – amerykański piosenkarz[63]
  - Marian Pieczka – polski gimnastyk sportowy, olimpijczyk (1976)[64]
  - Haralds Vasiļjevs(inne języki) – łotewski hokeista i trener[65]
  - Maciej Żurkowski – polski genetyk, profesor, członek rzeczywisty PAN[66]
- 22 października
  - Bernd Bauchspieß – niemiecki piłkarz[67]
  - Gierasim Chugajew – osetyński polityk, premier Południowej Osetii (1993–1994 i 2001–2003)[68]
  - Claire Daly(inne języki) – amerykańska saksofonistka i kompozytorka[69]
  - Annelie Ehrhardt – niemiecka lekkoatletka, rekordzistka świata w biegu na 100 m ppł (1972–1978), mistrzyni olimpijska (1972) i Europy (1974)[70]
  - Elizabeth Francis – amerykańska superstulatka, od 2023 najstarsza osoba mieszkająca w USA[71]
  - Gustavo Gutiérrez – peruwiański duchowny i teolog rzymskokatolicki, dominikanin, profesor[72]
  - Roman Kowalewski – polski wioślarz, olimpijczyk (1972)[73][74]
  - Anna Majmieskułow – polska rusycystka, literaturoznawczyni i tłumaczka, dr hab., profesor UKW[75]
  - Milka Mesić(inne języki) – chorwacka nauczycielka przedszkolna, żona Stjepana Mesića, pierwsza dama Chorwacji (2000–2010)[76]
  - Dick Pope – brytyjski operator filmowy[77][78]
  - Lynda Obst(inne języki) – amerykańska producentka filmowa[79]
  - Patermufiusz (Piotr Artiemichin) – rosyjski duchowny prawosławny staroobrzędowy, biskup irkucki i zabajkalski (2014–2024)[80]
  - Tadeusz Puchałka – polski inżynier automatyk, dr, profesor nadzwyczajny Politechniki Poznańskiej, rektor PP (1984–1985)[81]
  - Fernando Valenzuela – meksykański baseballista[82]
- 21 października
  - Christine Boisson(inne języki) – francuska aktorka i modelka[83]
  - Karel Dobbelaere – belgijski socjolog religii, profesor[84]
  - Paul Di’Anno – brytyjski wokalista rockowy, członek zespołu Iron Maiden (1978–1981)[85]
  - Mimi Hines(inne języki) – kanadyjska aktorka i piosenkarka[86]
  - Michał Kobusiewicz – polski archeolog, profesor[87]
  - Peter Marzinkowski – niemiecki duchowny rzymskokatolicki, duchacz, biskup diecezji Alindao w Republice Środkowoafrykańskiej (2005–2014)[88]
  - Giovanni Battista Morandini – włoski duchowny rzymskokatolicki, arcybiskup, nuncjusz apostolski (1983–2008)[89]
- 20 października
  - Arturo Bastes – filipiński duchowny rzymskokatolicki, werbista, biskup diecezji Sorsogon (2003–2019)[90]
  - Eugenio Dal Corso – włoski duchowny rzymskokatolicki, biskup Saurimo (1997–2008) i Bengueli (2008–2018) w Angoli, kardynał[91]
  - Barbara Dane(inne języki), właśc. Barbara Jean Spillman – amerykańska piosenkarka folkowa, bluesowa i jazzowa, gitarzystka, producent muzyczny[92]
  - Dong Zhiming – chiński paleontolog, profesor[93][94]
  - Fethullah Gülen – turecki kaznodzieja muzułmański, filozof, pisarz, publicysta, założyciel i lider Ruchu Gülena[95]
  - Andy Ireland(inne języki) – amerykański ekonomista i polityk, członek Izby Reprezentantów (1977–1993)[96][97]
  - Bolesław Izydorczyk – polski wojskowy, generał dywizji, dyplomata, szef WSI (1992–1994)[98]
  - Michael Newman – amerykański ratownik wodny, strażak, aktor i kaskader[99]
  - Janusz Olejniczak – polski pianista, pedagog muzyczny i sporadycznie aktor[100][101]
  - Zbigniew Pawelski – polski architekt i plastyk, powstaniec warszawski[102]
  - Zygmunt Perz – polski duchowny rzymskokatolicki, jezuita, teolog, profesor, prowincjał Wielkopolsko-Mazowiecki TJ (1979–1985)[103]
  - Radosław Spasow – bułgarski reżyser, scenarzysta i operator filmowy[104]
- 19 października
  - José Aveiro – paragwajski piłkarz[105]
  - Jerzy Bryła –  polski duchowny rzymskokatolicki, protonotariusz apostolski, duszpasterz osób osób z dysfunkcją słuchu, Honorowy Obywatel Krakowa, kawaler orderów[106]
  - Piotr Dajludzionek – polski duchowny baptystyczny, prezes Naczelnej Rady PKChB (1980–1984 i 1985–1987)[107]
  - Grzegorz „Zdzichu” Łomnicki – polski perkusista, członek zespołu Fort BS[108]
  - Ryszard Palacz – polski filozof i historyk filozofii, dr hab., profesor zwyczajny UZ[109]
- 18 października
  - Jehuda Bauer – izraelski historyk[110]
  - Lyndon Harrison – brytyjski polityk i anglista, poseł do Parlamentu Europejskiego III i IV kadencji (1989–1999), członek Izby Lordów[111]
  - Zbigniew Krzysiek – polski samorządowiec i urzędnik, starosta włoszczowski (2002–2006)[112]
  - Paulo Sérgio Machado – brazylijski duchowny rzymskokatolicki, biskup diecezji Ituiutaba (1989–2006) i São Carlos (2007–2015)[113]
  - Zenon Pijanowski – polski inżynier środowiska, profesor, dziekan WIŚiG AR w Krakowie (1999–2005)[114]
  - Joseph Rykwert – brytyjski architekt i historyk architektury polskiego pochodzenia, profesor[115]
- 17 października
  - Mitzi Gaynor – amerykańska aktorka[116]
  - Adam Grabowski – polski trener siatkarski[117]
  - Aaron Kaufman(inne języki) – amerykański producent reżyser i scenarzysta filmowy[118]
  - Rick Nolan – amerykański polityk i przedsiębiorca, członek Izby Reprezentantów (1975–1981 i 2013–2019)[119]
  - Waso Papandreu – grecka ekonomistka i polityczka, parlamentarzystka, komisarz europejska ds. zatrudnienia, spraw społecznych i wyrównywania szans (1989–1993), minister różnych resortów (1996–2004)[120]
  - Andrew Schally – amerykański lekarz i biochemik polskiego pochodzenia, profesor, laureat Nagrody Nobla (1977)[121]
- 16 października
  - Inger Lorre – amerykańska wokalistka, frontmanka grupy Nymphs[122]
  - Paul McDonald Calvo(inne języki) – guamski przedsiębiorca i polityk, gubernator Guamu (1979–1983)[123]
  - Ollie Olsen(inne języki) – australijski multinstrumentalista i kompozytor, członek zespołów Max Q i Whirlywind[124]
  - Liam Payne – brytyjski wokalista, autor tekstów, członek zespołu One Direction[125]
  - Roald Poulsen – duński trener piłkarski[126]
  - Jahja Sinwar – palestyński polityk, od 2017 roku przywódca Hamasu w Strefie Gazy[127]
- 15 października
  - Allen Emerson – amerykański informatyk, profesor, laureat Nagrody Turinga (2007)[128]
  - Mike Jackson(inne języki) – brytyjski wojskowy, generał, szef Sztabu Generalnego (2003–2006)[129]
  - Witold Kruczek – polski fizyk, dr, nauczyciel akademicki, tłumacz, autor podręczników, powstaniec warszawski[130][131]
  - Tadeusz Kulig – polski duchowny rzymskokatolicki, honorowy obywatel gminy Cmolas[132]
  - Jean-Jacques N’Domba – kongijski piłkarz[133]
  - Mieczysław Pikuła – polski samorządowiec, wójt gminy Jeżewo (1992–2017)[134]
  - Jacek Piszczek – polski biolog i agronom, dr hab., profesor nadzwyczajny IOR[135]
  - Henryk Suchora – polski rolnik, działacz związkowy i polityk, poseł na Sejm I kadencji (1991–1993)[136]
  - Leszek Szaruga (wł. Aleksander Wirpsza) – polski poeta, prozaik, eseista, tłumacz, krytyk literacki, historyk literatury, nauczyciel akademicki, dr hab.[137]
- 14 października
  - Włodzimierz Dusiewicz – polski reżyser i scenarzysta filmów dokumentalnych[138]
  - Stefan Jakobielski – polski historyk i archeolog, dr hab., profesor Instytutu Kultur Śródziemnomorskich i Orientalnych PAN[139]
  - Philip Zimbardo – amerykański psycholog, profesor, autor stanfordzkiego eksperymentu więziennego[140]
- 13 października
  - Peter Fregene – nigeryjski piłkarz[141]
  - Bernard Lagneau – francuski artysta plastyk[142]
  - Zbigniew Marculewicz – polski koszykarz[143]
  - Donal Murray – irlandzki duchowny rzymskokatolicki, biskup Limerick (1996–2010)[144]
  - Dariusz Różański – polski sztangista[145]
- 12 października
  - Helga Konrad – austriacka polityczka, działaczka samorządowa, parlamentarzystka, minister ds. kobiet (1995–1997)[146]
  - Tito Mboweni(inne języki) – południowoafrykański ekonomista, gubernator SARB (1999–2009), minister finansów (2018–2021)[147]
  - Margarete Müller – niemiecka polityczka, członkini Rady Państwa (1971–1990) oraz KC SED (1963–1989)[148]
  - Maria Oleksiewicz – polska dziennikarka i krytyczka filmowa[149]
  - Edward Ozorowski – polski duchowny rzymskokatolicki, arcybiskup białostocki (2006–2017)[150]
  - Jean-François Picheral(inne języki) – francuski samorządowiec i polityk, mer Aix-en-Provence (1989–2001), senator (1998–2008)[151]
  - Edward Polański – polski dyplomata, ambasador Polski w Wenezueli (1987–1991)[152]
  - G.N. Saibaba(inne języki) – indyjski działacz na rzecz praw człowieka, pisarz, wykładowca akademicki[153]
  - Alex Salmond – brytyjski ekonomista, historyk, polityk, pierwszy minister Szkocji (2007–2014)[154]
  - Héctor Stefani(inne języki) – argentyński polityk, członek Izby Deputowanych (2017–2024)[155]
  - Oldřich Vlasák – czeski inżynier, polityk, prezydent Hradca Králové (1998–2004), eurodeputowany (2004–2014)[156]
- 11 października
  - Roger Browne(inne języki) – amerykański aktor[157]
  - Kirił Mariczkow(inne języki) – bułgarski muzyk rockowy, lider zespołu Szturcite(inne języki)[158]
  - Miroslav Martinák – czechosłowacki kombinator norweski, skoczek narciarski, sędzia i działacz sportowy[159]
  - Vicente Juan Segura – hiszpański duchowny rzymskokatolicki, biskup Ibizy (2005–2020), biskup pomocniczy Walencji (2020–2023)[160]
  - Janusz Sosnowski – polski scenograf telewizyjny i filmowy[161]
  - Jean Alix Verrier – haitański duchowny rzymskokatolicki, biskup Les Cayes (1988–2009)[162]
- 10 października
  - Fleur Adcock – angielsko-nowozelandzka poetka[163]
  - Peter Cormack – szkocki piłkarz[164]
  - Ethel Kennedy – amerykańska działaczka na rzecz praw człowieka[165]
  - Leszek Moczulski – polski dziennikarz, publicysta, polityk, historyk i geopolityk, lider KPN[166]
  - Teresa Nowak – polska lekkoatletka, olimpijka (1972)[167][168]
- 9 października
  - George Baldock – grecki piłkarz[169]
  - Dieter Burdenski – niemiecki piłkarz[170]
  - Andrzej Lewiński – polski lekarz, endokrynolog, profesor nauk medycznych, rektor Uniwersytetu Medycznego w Łodzi (2002–2008)[171]
  - Adam Łaszyn – polski prawnik, dziennikarz prasowy, specjalista public relations[172]
  - Elisa Montés(inne języki) – hiszpańska aktorka[173]
  - Hadriaan van Nes – holenderski wioślarz, mistrz świata (1966), wicemistrz olimpijski (1968)[174]
  - Aleksandr Puczkow – rosyjski lekkoatleta, płotkarz, medalista olimpijski (1980)[175]
  - Leif Segerstam – fiński dyrygent, skrzypek i kompozytor[176]
  - Elahi Bux Soomro(inne języki) – pakistański polityk, spiker Zgromadzenia Narodowego (1997–2001)[177]
  - Ratan Tata – indyjski przedsiębiorca, miliarder, prezes Tata Motors[178]
  - Pierre Vernier(inne języki) – francuski aktor[179]
- 8 października
  - Andrzej Baranowski – polski aktor[180]
  - Ludwik Domka – polski chemik[181]
  - Tim Johnson – amerykański polityk, członek Izby Reprezentantów (1987–1997), senator (1997–2015)[182]
  - Gerulfus Kherubim Pareira – indonezyjski duchowny rzymskokatolicki, werbista, biskup diecezji Weetebula (1985–2008) i Maumere (2008–2018)[183]
  - Jerzy Lewandowski – polski fizyk[184]
  - Bernard Tissier de Mallerais – francuski biskup FSSPX[185]
  - Mariam Sissoko(inne języki) – malijska sekretarka, żona Moussy Traoré, pierwsza dama Mali (1968–1991)[186]
  - Wu Bangguo – chiński inżynier i polityk, wicepremier (1995–2003), przewodniczący stałego komitetu OZPL (2003–2013)[187]
- 7 października
  - Iona Andronow – rosyjski dziennikarz, pisarz, publicysta i scenarzysta filmowy[188]
  - Zenon Błądek – polski architekt[189]
  - Emilio Gabaglio – włoski nauczyciel, działacz związkowy i polityk, sekretarz generalny ETUC (1991–2003)[190]
  - Cissy Houston – amerykańska piosenkarka[191]
  - Recai Kutan – turecki inżynier i polityk, parlamentarzysta (1977–1980), lider Partii Cnoty(inne języki) i Partii Szczęścia(inne języki)[192]
  - Nicholas Pryor(inne języki) – amerykański aktor[193]
- 6 października
  - Kipyegon Bett – kenijski lekkoatleta, średniodystansowiec, medalista mistrzostw świata (2017)[194]
  - Laine Erik – estońska lekkoatletka, biegaczka średniodystansowa, mistrzyni uniwersjady (1965), olimpijka (1964, 1968)[195]
  - Dave Hobson – amerykański prawnik i polityk, członek Izby Reprezentantów (1991–2009)[196]
  - Maksymilian Lebek – polski hokeista i trener[197][198]
  - Johnny Neel(inne języki) – amerykański muzyk rockowy, klawiszowiec zespołu The Allman Brothers Band[199]
  - Johan Neeskens – holenderski piłkarz, wicemistrz świata (1974, 1978), medalista mistrzostw europy (1976)[200]
  - Józef Półćwiartek – polski historyk, regionalista, dr hab., profesor UR[201]
  - Hugh Patrick Slattery – irlandzki duchowny rzymskokatolicki, biskup diecezji Tzaneen w RPA (1984–2010)[202]
  - Gejza Valent – czeski lekkoatleta, dyskobol, olimpijczyk (1988), medalista mistrzostw świata (1983)[203]
- 5 października
  - Bruce Ames(inne języki) – amerykański biochemik, profesor[204]
  - A.Q.M. Badruddoza Chowdhury – bengalski lekarz i polityk, minister spraw zagranicznych (2001), prezydent (2001–2002)[205]
  - Robert Coover – amerykański pisarz[206]
  - Helmut Bauer – niemiecki duchowny rzymskokatolicki, biskup pomocniczy Würzburga (1988–2008)[207]
  - Kordian Jajszczok – polski hokeista, olimpijczyk (1976)[208]
  - Andrzej Jakubas – polski aktor[209]
  - Juliusz Lewartowski – polski strzelec, medalista mistrzostw Europy[210]
  - Mimis Plesas(inne języki) – grecki kompozytor, pianista i dyrygent[211]
  - Zbigniew Powęska – polski wojskowy, generał brygady[212]
  - Pavla Vošahlíková – czeska historyk[213]
- 4 października
  - Christopher Ciccone – amerykański artysta i dekorator wnętrz, młodszy brat Madonny[214]
  - Willi Giesemann – niemiecki piłkarz, uczestnik mistrzostw świata (1962)[215]
  - Anatolij Końkow – ukraiński piłkarz, trener[216]
  - Jerzy Molga – polski aktor[217]
  - Marlon Pérez Arango – kolumbijski kolarz szosowy[218]
- 3 października
  - Franciszek Aromiński – polski kierowca i pilot rajdowy[219]
  - Walter Baumgartner – szwajcarski kolarz torowy i szosowy, wicemistrz świata (1978)[220][221]
  - Michel Blanc – francuski aktor[222]
  - Pierre Christin(inne języki) – francuski pisarz, autor komiksów i scenarzysta[223]
  - Mary O’Rourke – irlandzka nauczycielka i polityczka, parlamentarzystka (1981–2011), minister kilku resortów[224]
- 2 października
  - Ryszard Herbut – polski prawnik i politolog, profesor[225]
  - Daniel Williams – grenadyjski prawnik i polityk, gubernator generalny (1996–2008)[226]
- 1 października
  - Michael Ancram – brytyjski arystokrata i polityk, poseł do Izby Gmin (1974–2009), par dożywotni (2010–2024)[227]
  - Denílson (właśc. Denílson Custódio Machado) – brazylijski piłkarz, uczestnik mistrzostw świata (1966)[228]
  - Wiaczesław Dobrynin – rosyjski piosenkarz i kompozytor pochodzenia ormiańskiego[229]
  - Norbert Hans – polski artysta plastyk[230]
  - Zenón Franco Ocampos – paragwajski szachista, arcymistrz, dziennikarz i trener szachowy[231]
  - Francesco Merloni – włoski przedsiębiorca i polityk, parlamentarzysta (1972–1994 i 1996–2001), minister robót publicznych (1992–1994)[232]
- data dzienna nieznana
  - Paweł Ilecki – polski działacz społeczny na rzecz osób bezdomnych[233]
  - Haszim Safi ad-Din – libański polityk, przewodniczący Rady Wykonawczej Hezbollahu (2001–2024)[234]